# Melissodes rufipes
Melissodes rufipes là một loài Hymenoptera trong họ Apidae. Loài này được LaBerge mô tả khoa học năm 1961.